# Arrinoceratop
L'arrinoceratop (que significa ‘cara sense banya al nas', del grec antic a-/α- 'no', rhis/ῥίς "nas" keras/κέρας 'banya', -ops/ὤψ 'cara') és un gènere de dinosaure inclòs en la família dels ceratòpsids. Conté una única espècie, Arrhinoceratops brachyops. L'arrinoceratop va ser anomenat d'aquesta manera l'any 1925 perquè qui el descrigué (W. A. Parks) va concloure que era especial perquè la banya del nas no era un os separat. Tanmateix, anàlisis posteriors van mostrar que aquesta assumpció es basava en un error d'apreciació. L'arrinoceratop va viure al final del Campanià/principis del Maastrichtià, al Cretaci superior (entre fa 72 i fa 68 milions d'anys), a la regió d'Alberta, Canadà. Va precedir el famós triceratop per pocs milions d'anys i va ser contemporani amb l'anquiceratop.